# Абатство Дізентіс
Абатство Дізентіс (нім. Reichskloster Disentis) — бенедиктинський монастир у кантоні Граубюнден на сході Швейцарії, навколо якого виросло теперішнє місто Дізентіс/Муштер (ретороман. Mustér).

## Рання історія
Раніше датою заснування цього абатства, яку приписували місцевим святим Пласиду і Сігеберту, вважалося 614 рік. Далі у традиційній історії йдеться про те, що цей монастир був зруйнований аварами в 670 році, коли абат і тридцять ченців були замордовані. Потім абатство, присвячене святому Мартину, було відновлене Карлом Мартелом та святим Пірміном приблизно в 711 році.
Однак другий і сучасний погляд, заснований на більш суттєвих дослідженнях, полягає в тому, що заснування відбулося лише на початку VIII століття. Це підтверджується археологічними дослідженнями, які показали, що перша простежувана споруда на цьому місці була побудована приблизно або близько 700 року і була зруйнована приблизно в 940 році, що пояснюється набігами сарацинів.
Розповідь Сігеберта, згідно її драматизації у творі XII століття, «Passio Placidi», полягає в тому, що він був мандрівним монахом-франком, натхненним ідеалами Колумбана та Люксоя, який створив тут келію під захистом Святого Мартіна. Пласид був місцевим магнатом і землевласником, який підтримував Сігеберта і був вбитий Віктором, пресесом («президентом») Кура, намагаючись запобігти втраті незалежності, що була пов'язана з передачею великої кількості землі церкві.
Одним із найдавніших збережених документів, що стосуються Дізентіса, є так званий «Заповіт Телло», єпископа Кура, який датується 765 роком і фіксує і без того дуже великі об'єкти власності монастиря. Історія «Passio Placidi» робить Телло сином Віктора, а власність — винагородою за вбивство Пласида. Незалежно від того, чи це так, абатство, безумовно, здобуло дуже великий маєток до цієї дати.
Карл Великий відвідав відновлене абатство на зворотному шляху з Риму в 800 році і зробив для нього багато пожертв. Абатство мало статус Reichskloster (безпосередню відповідальність перед імператором і, таким чином, свободу від претензій інших територіальних володарів) з самого початку свого існування. Претензією Дізентіса на імперський інтерес було його стратегічне положення на вразливому гірському перевалі, і наступні абати змогли скористатися цим на користь абатства.
Удальрік I (1031–55) був першим абатом, котрий став імперським князем, як і кілька інших пізніше; багато з них також стали єпископами сусідніх кафедр.

## Сіра Ліга
Піддані Абатства Дізентіс вперше застосували власну печатку в 1285 році. Вони мали свій власного ландманна (мер) з 1371 року. Каді (назва володінь Абатства Дізентіс) стало автономною комуною Сірої ліги в 1401 році. З 1472 року мер обирався за квитком з трьох кандидатів, поданих абатом, з XVII століття на вільних виборах. До 1851 року Каді було розділено на чотири юрисдикції (суди): Дізентіс, Туєч, Брігельс з Меделем і Трун із Сумвічем.
У 1581 році абатство було вшановане візитом святого Карло Борромео. У 1617 році вона стала членом новоствореної Швейцарської конгрегації (нині частина Бенедиктинської конфедерації).
Будівлі були відремонтовані в стилі бароко приблизно в кінці XVII століття.

## Сучасна історія
У 1799 році абатство було спалено та розграбовано солдатами армії Наполеона, а багато цінних предметів, книг та архівів було знищено, включаючи рукописну хроніку VII століття. Друкарський верстат, створений у 1729 року, також був знищений в той же час, але більшу частину розплавленого металу було врятовано, і з нього були виготовлені труби органу церкви святого Мартіна в Дізентісі, який все ще використовується. Більшість того, що не було знищено, конфіскувалось для фінансування військових зусиль. Абатство також втратило половину своїх маєтків. Проте він був відновлений абатом Ансельмом Гундером, останнім з абатів, який користувався званням і титулом князя Імперії.
Феодальна територія абатства, яка мала широку автономію з XV століття і придбала свободу від десятини для абатств у XVIII столітті, була офіційно ліквідована за Гельветійської республіки в 1799 році, хоча традиційна система управління збереглася до нової Конституції кантону 1851 року.
Незважаючи на те, що Дізентісу вдалося уникнути розпаду, який на той час був долею більшості релігійних утворень, XIX століття було тим не менш важким і нестабільним періодом, з небезпечно скороченими матеріальними ресурсами в поєднанні з втратою морального духу і духовної дисципліни, що виглядали настільки серйозними, що абатство не мало шансів на виживання. У відчаї абат Пол Біркер з абатства Святого Боніфація, Мюнхен, був посланий, щоб спробувати змінити ситуацію, але з таким невеликим успіхом, що в 1861 році він покинув Дізентіс і повернувся до Мюнхена простим ченцем. Тим не менше, незважаючи на всі ознаки протилежного, абатство справді вижило. У 1880 році з реставрацією релігійних споруд у Швейцарії Дізентіс відкрив середню школу, яка працює і донині, і до кінця XIX століття повністю відновила своє духовне та матеріальне здоров'я.
Абатство продовжує існувати, як релігійна громада, та як будинок престижної середньої школи.

## Фото

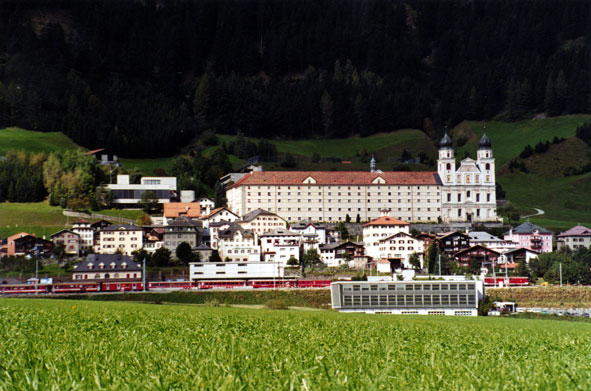
Абатство Дізентіс
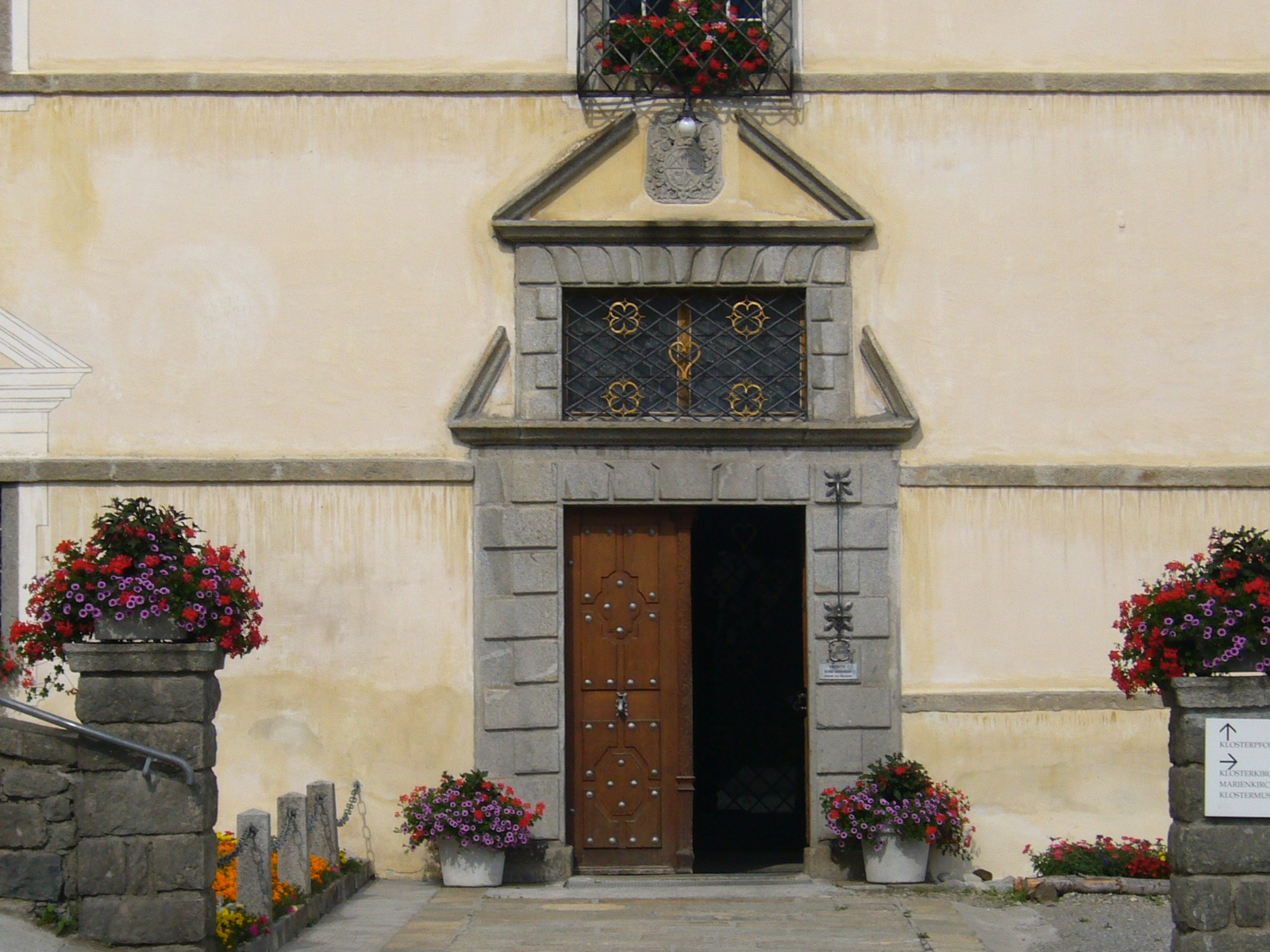
Вхід до монастиря
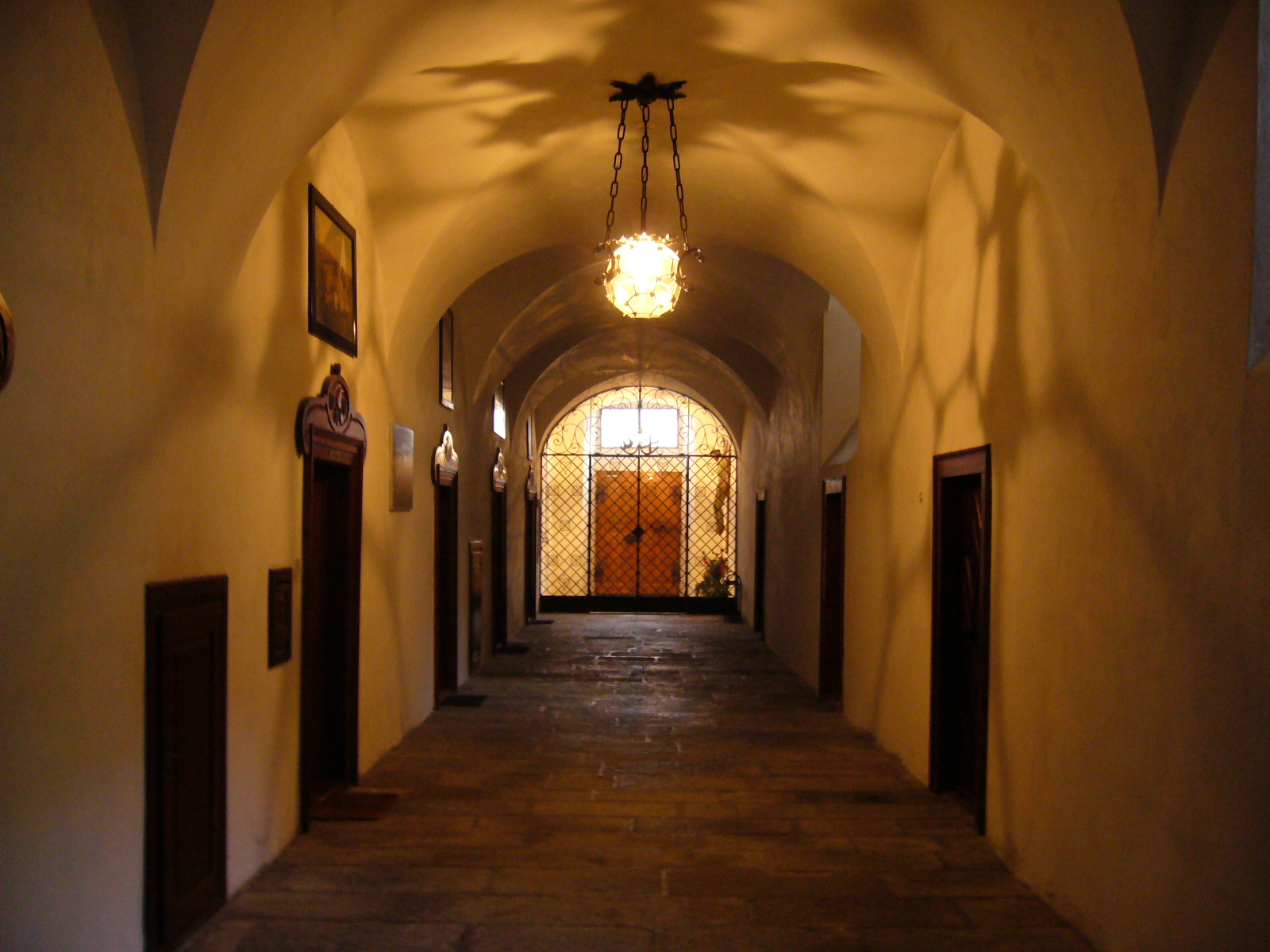
Всередині входу до монастиря
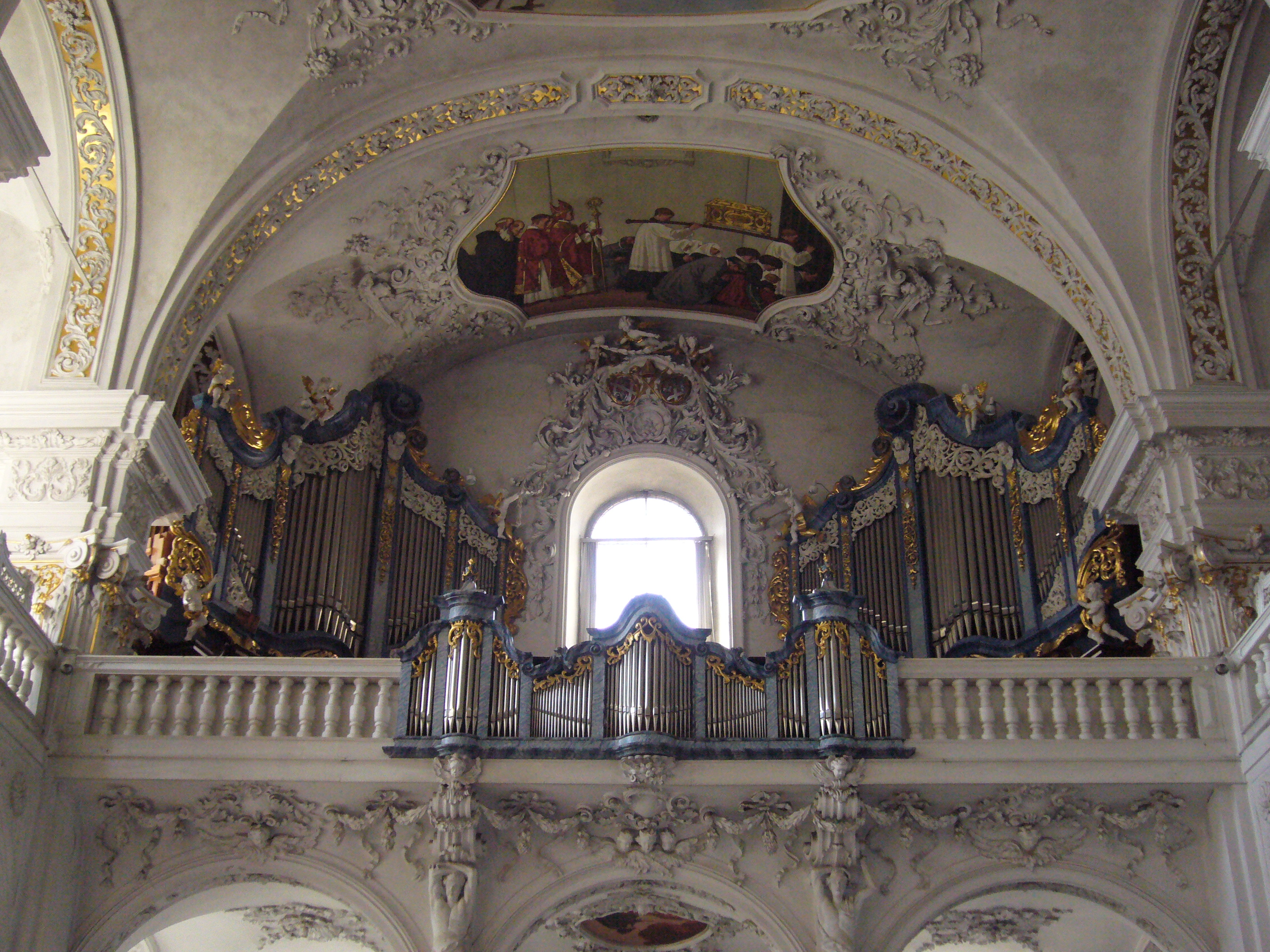
Галерея церкви
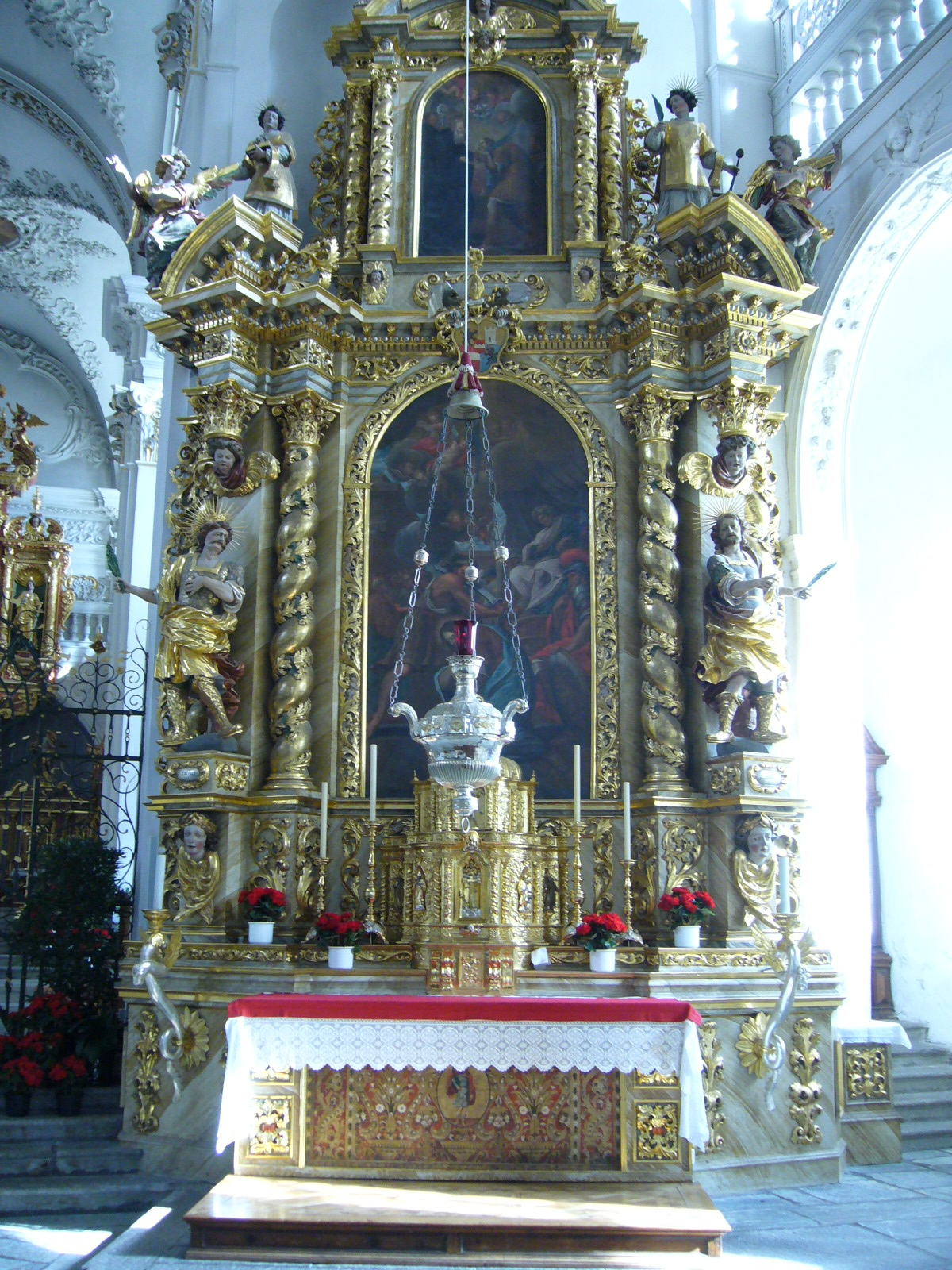
Алтар Пласида
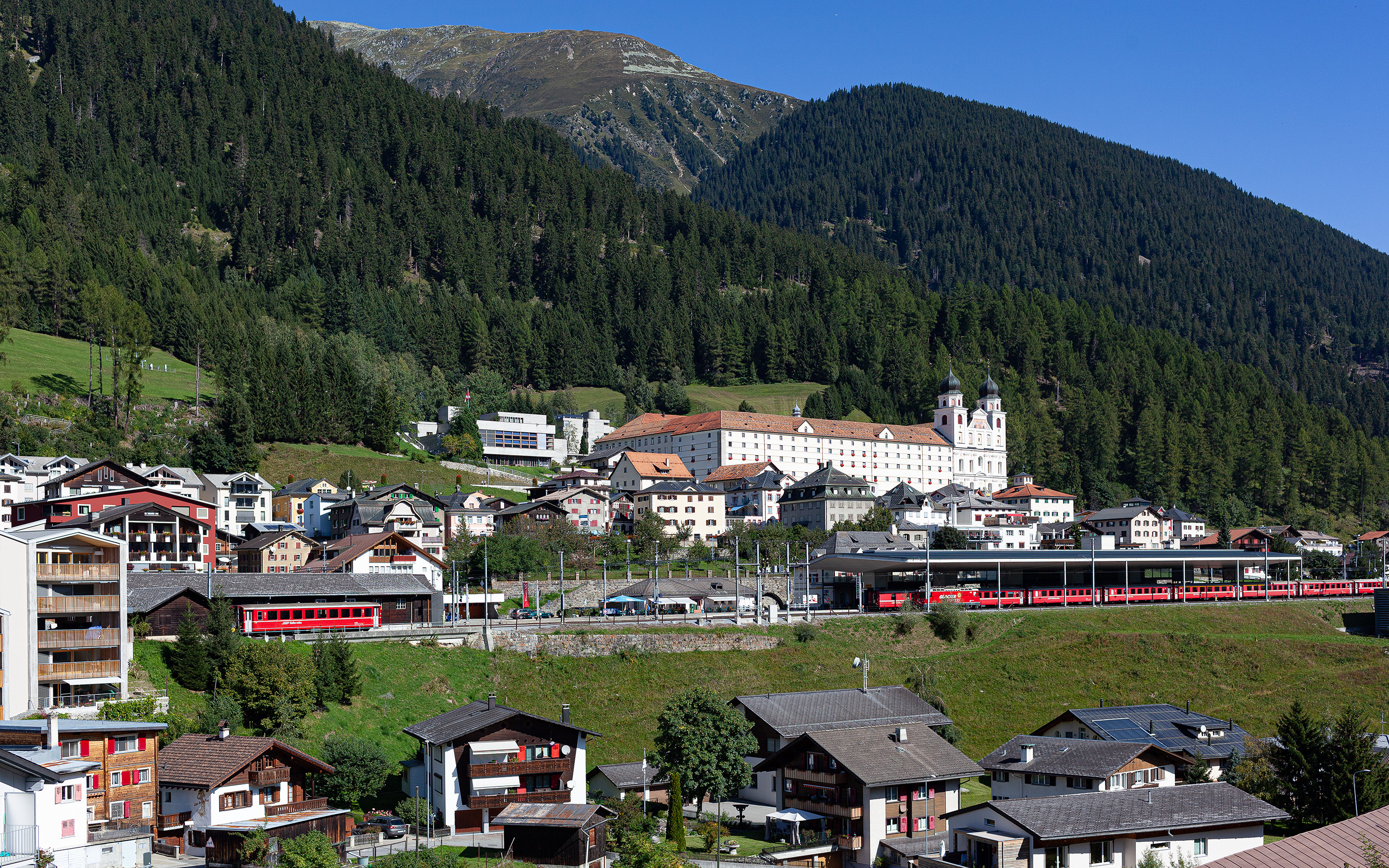
Абатство Дізентіс, інший ракурс